# Municipio de Independent (Nebraska)
El municipio de Independent (en inglés: Independent Township) es un municipio ubicado en el condado de Valley en el estado estadounidense de Nebraska.

## Geografía
El municipio de Independent se encuentra ubicado en las coordenadas 41°26′16″N 98°48′32″O / 41.43778, -98.80889. Según la Oficina del Censo de los Estados Unidos, el municipio tiene una superficie total de 92.57 km², de la cual toda corresponde a tierra firme.

## Demografía
Según el censo de 2010, había 67 personas residiendo en el municipio de Independent. La densidad de población era de 0,72 hab./km². De los 67 habitantes, el municipio de Independent estaba compuesto en su totalidad por blancos.
Los datos del censo de 2020 muestran que su población se redujo a 64 personas, con una tasa de empleo del 52,6% y un ingreso familiar medio de US$95,625.